# Lisne vene
Lisne vene (lat. venae fibulares seu peroneae) su duboke vene potkoljenice koje se ulijevaju u stražnje goljenične vene (lat. venae tibiales posteriores), a u svom tijeku prate lisnu arteriju (lat. arteria fibularis). Lisne vene odvode deoksigeniranu krv iz lateralnog dijela potkoljenice.
Lisne vene se ulijevaju u stražnje potkoljenične vene, obično se to zajedničko stablo spaja s prednjim goljeničnim venama (lat. venae tibiales posteriores) i oblikuju zakoljenu venu (lat. vena poplitea).